# Alex McDowell
Pour les articles homonymes, voir McDowell.
Alex McDowell, né le 1er avril 1955 à Bornéo, est un chef décorateur britannique.

## Biographie
Après avoir étudié à la Central Saint Martins College of Art and Design de Londres, il commence sa carrière à la fin des années 1970 en concevant des pochettes d'albums pour des groupes de punk rock puis, dans les années 1980, il décore des plateaux pour plusieurs publicités et clips musicaux.
Il commence à travailler en tant que chef décorateur pour le cinéma en 1992. En 2005, il remporte l'Art Directors Guild Award pour un film contemporain pour Le Terminal. En 2006, il est nommé Royal Designer for Industry, la plus prestigieuse distinction dans la décoration britannique. La même année, il est également nommé au British Academy Film Award des meilleurs décors pour Charlie et la Chocolaterie. En 2010, il est nommé au Saturn Award des meilleurs décors pour Watchmen.

## Vie privée
Il est marié avec la peintre Kristen Everberg et a deux enfants.

## Filmographie
- 1992 : Le Cobaye, de Brett Leonard
- 1994 : The Crow, d'Alex Proyas
- 1995 : Crying Freeman, de Christophe Gans
- 1996 : Fear, de James Foley
- 1996 : The Crow, la cité des anges, de Tim Pope
- 1998 : Las Vegas Parano, de Terry Gilliam
- 1999 : Fight Club, de David Fincher
- 2001 : L'Affaire du collier, de Charles Shyer
- 2002 : Minority Report, de Steven Spielberg
- 2003 : Le Chat chapeauté, de Bo Welch
- 2004 : Le Terminal, de Steven Spielberg
- 2005 : Charlie et la Chocolaterie, de Tim Burton
- 2005 : Les Noces funèbres, de Tim Burton
- 2006 : Par effraction, d'Anthony Minghella
- 2007 : Bee Movie : Drôle d'abeille, de Steve Hickner et Simon J. Smith
- 2009 : Watchmen : Les Gardiens, de Zack Snyder
- 2011 : Time Out, d'Andrew Niccol
- 2012 : Upside Down, de Juan Diego Solanas
- 2013 : Man of Steel, de Zack Snyder
- 2025 : Mercy de Timur Bekmambetov